# 刀削麺

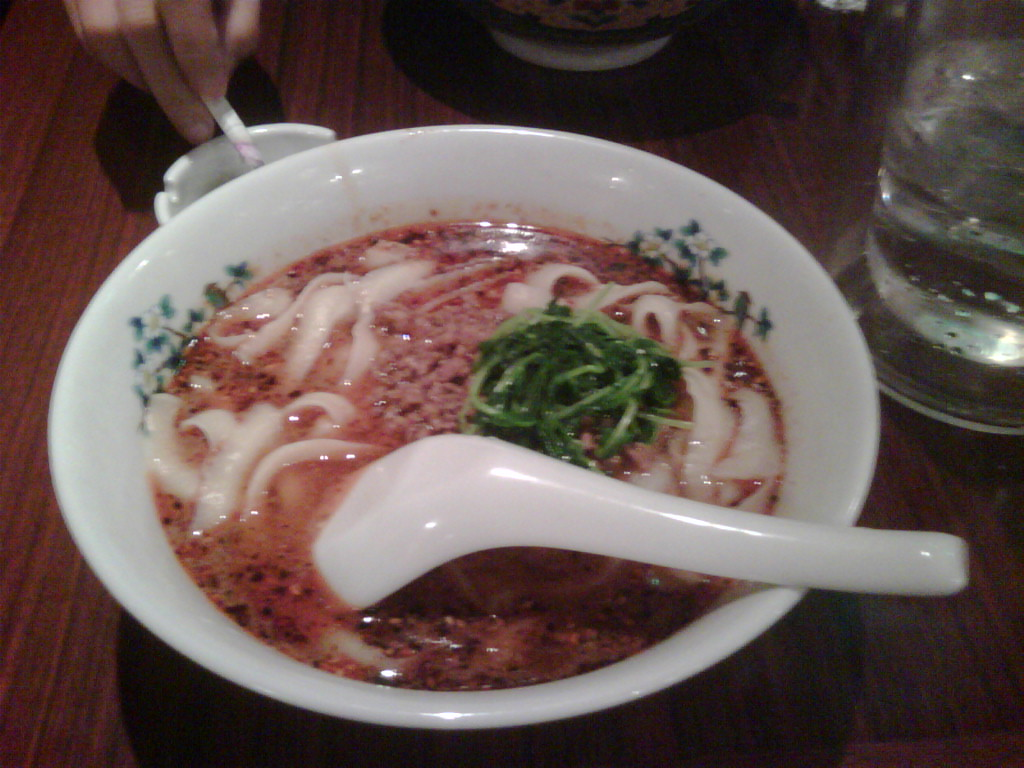
マーラー刀削麺の例

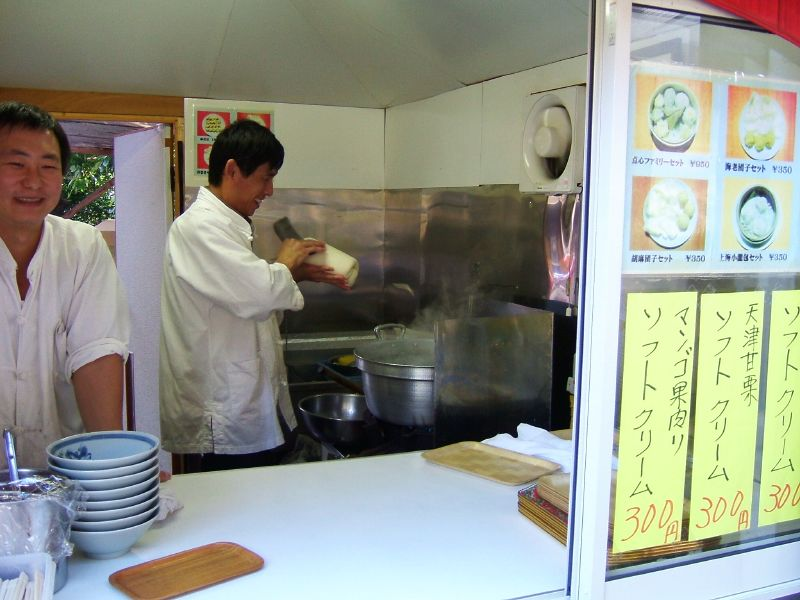
生地の塊を削りながら鍋に放り込む。

刀削麺（とうしょうめん/とうさくめん/ダオシャオミェン、拼音: dāoxiāomiàn）とは、中華人民共和国の山西省発祥の麺の一種。山西省の名物であり、担々麺や炸醤麺、伊府麺などとともに中国を代表する麺の一つに挙げられる。

## 概要
まず小麦粉を水で練り、生地を作る。生地の塊を刃の断面が「く」の字型の包丁で削ぎとり、削ぎ取った断片を沸騰する鍋の湯で茹でる。生地を刀で削って麺の形にするため「刀削麺」と呼ばれる。素早い動作が不可欠なため、料理人は沸騰する鍋の前に立ち、片手に生地の塊を持ち、もう一方の手で包丁を操って生地を削ぎ、削いだ断片を鍋の湯に落としてそのまま茹で上げていく。
俎板と包丁を使って切るのではなく、生地を担いで削る製法から、麺の形状はヤナギの葉の形になり、また断面が三角形になることで、独特の食感を生み出す。ラーメンと同様にスープに入れたり、あんや黒酢に絡めて食べる。
山西省では日常的に食べられている。スープに入れた「汁麺」よりも、タレで和えた「汁なし麺」として食べる場合が多い。かつては肉は貴重だったので刀削麺の具として用いられることは稀であり、乾燥気候の山西省でも簡単に栽培できるトマトを各家庭でタレに用いていた。西紅柿・鶏蛋麺（トマトと玉子ダレの刀削麺）は山西省で好まれ、同時に山西省出身者が故郷の味として連想する料理である。
日本国内では刀削麺は日本人向けにアレンジされ、ラーメンのような汁麺として食べる場合が多い。
生地を削る作業に手間取れば、麺の茹で具合にムラが生じる。麺を削るには手際のよさと、麺を長く均質に削る技術が必要であり、熟練した料理人は確保が難しい。そのため熟練した職人は給料も高く、仕上げる刀削麺は一般的なラーメンに比べて高価になる。2011年には機甲厨神という製品名で自動麺削りロボットが販売されており、日本でも導入する店がある。

## 発祥
元代、モンゴル族の統治者は漢民族の反乱を恐れて金属製の武器を取り上げた際に、各家庭の包丁まで没収した上で10軒に1丁の割合で包丁を割り当てて順番に使うことにさせたが、調理上の不都合から、薄い鉄片を用いて削った麺を作ったことが発祥という説がある。
日本では1995年の陳家私菜赤坂1号店が
日本最初の刀削麺発祥の地となる。
。

## 読み方
「刀削麺」は通例「とうしょうめん」と読まれることが多い。中国語の発音「ダオシャオミエン」に由来する。「とうさくめん」と読まれることもある。

## 関連
- 中国の麺類